# Training Air Wing Four
Escadre aérienne d'entraînement 4
La Training Air Wing FOUR (TW-4 ou TRAWING 4) est une escadre aérienne d'entraînement d'aéronefs de l'US Navy basée à la Naval Air Station Corpus Christi (NAS Corpus Christi), au Texas. 
La TW-4 est l'une des cinq escadres aériennes d'entraînement du Naval Air Training Command et se compose de deux escadrons d'entraînement sur l'avion monomoteur T-6B Texan II et de deux escadrons d'entraînement sur le transport léger T-44C Pegasus. Elle forme des étudiants aviateurs navals de l'US Navy et de l'US Marine Corps et d'alliés internationaux.
La TW-4 se compose d'environ 800 officiers et militaires et plus de 180 avions et simulateurs de vol.

## Unités subordonnées
Le Training Air Wing Four se compose de quatre escadrons dont le code de queue est G :
| Code  | Insigne | Escadron             | Surnom    | Aéronef       |
| ----- | ------- | -------------------- | --------- | ------------- |
| VT-27 |         | Training Squadron 27 | Boomers   | T-6B Texan II |
| VT-28 |         | Training Squadron 28 | Rangers   | T-6B Texan II |
| VT-31 |         | Training Squadron 31 | Wise Owls | T-44C Pegasus |
| VT-35 |         | Training Squadron 35 | Stingrays | T-44C Pegasus |